# Globale symmetrie
Een global symmetrie is een symmetrie, die op alle beschouwde punten in de ruimtetijd van toepassing is. Behoudswetten, maar geen krachten bepalen de definitie van een globale symmetrie. Een lokale symmetrie, die van punt tot punt varieert, is het tegengestelde van een globale symmetrie. 